# Rhaphidophora angustifrons
Rhaphidophora angustifrons is een rechtvleugelig insect uit de familie grottensprinkhanen (Rhaphidophoridae). De wetenschappelijke naam van deze soort is voor het eerst geldig gepubliceerd in 1940 door Chopard.